# 2008年夏季残疾人奥林匹克运动会轮椅橄榄球比赛
2008年夏季残疾人奥林匹克运动会轮椅橄榄球比賽由9月12日至9月16日在北京科技大学体育馆舉行，比賽合共產生1枚金牌。

## 比赛分级
- 运动员根据残障程度和运动功能分为0.5~3.5共7档，数字越小，运动功能越低，残障功能越高。
- 场上运动员分值不得超过8分。

## 比賽項目
本届橄榄球比赛只设混合组1个单项。参赛队可上报1支11人组成的男子队伍或至少包括1名女运动员在内的12名运动员组成的队伍。

## 參賽資格
本届篮球比赛有8支球队参赛。分成2个小组进行比赛，小组前2名进行半决赛，末2名进行5-8名排位赛，均为淘汰赛，败者也需进行比赛，排定1-8名。

### 資格賽名額
| 資格賽               | 出線資格                         | 总名額數量 | 获得的国家 |
| -------------------- | -------------------------------- | ---------- | ---------- |
| 2006轮椅橄榄球世锦赛 | 冠军                             | 1个        | 美国       |
| 各大洲预选赛         | 2007美洲区轮椅橄榄球锦标赛冠军   | 1个        | 加拿大     |
| 各大洲预选赛         | 2007欧洲区轮椅橄榄球锦标赛冠亚军 | 2个        | 英国       |
| 各大洲预选赛         | 2007欧洲区轮椅橄榄球锦标赛冠亚军 | 2个        | 德国       |
| 各大洲预选赛         | 2007大洋洲区轮椅橄榄球锦标赛冠军 | 1个        |            |
| 世界排名             | 未获资格的前两名                 | 2个        | 新西兰     |
| 世界排名             | 未获资格的前两名                 | 2个        | 日本       |
| 東道主               | 自动晋级                         | 1個        | 中國       |
| 合计                 | 合计                             | 8个        |            |

## 各國獎牌榜
| 排名 | 国家／地区    | 金牌 | 银牌 | 铜牌 | 總數 |
| ---- | ------------- | ---- | ---- | ---- | ---- |
| 1    | 美国（USA）   | 1    | 0    | 0    | 1    |
| 2    | （AUS）       | 0    | 1    | 0    | 1    |
| 3    | 加拿大（CAN） | 0    | 0    | 1    | 1    |
| 总计 | 总计          | 1    | 1    | 1    | 3    |

## 各項成績
| 项目           | 金牌 | 银牌 | 铜牌 |
| 混合轮椅橄欖球 | 美国（USA） · 安迪·科恩 · 威尔·格罗克斯 · 斯科特·霍格西特 · 布赖恩·柯克兰 · 诺姆·利达奇 · 塞思·麦克布赖德 · 贾森·雷吉尔 · 尼古拉斯·斯普林格 · 钱斯·萨姆纳 · 乔尔·威尔莫思 · 马克·朱潘 · | （AUS） · 布赖斯·奥尔曼 · 沙恩·布兰德 · 卡梅伦·卡尔 · 纳齐姆·埃德姆 · 乔治·赫克斯 · 史蒂夫·波特 · 瑞安·斯科特 · 格雷格·史密斯 · 斯科特·瓦伊塔尔 · 赖利·巴特 · 格兰特·博克索尔 · | 加拿大（CAN） · 丹尼尔·帕拉迪斯 · 戴维·威尔西 · 埃丽卡·施穆茨 · 法比安·拉瓦 · 加雷特·希克林 · 伊恩·尚 · 贾里德·芬克 · 贾森·克龙 · 迈克·怀特黑德 · 帕特里斯·西马德 · 赛·銮坎登 · 特雷弗·赫希菲尔德 |

## 外部連結
- 本屆残奧会各項項目比賽時間表
- (PDF). BOCOG.   [2008-07-08]. （原始内容 (htm)存档于2007-07-10）.

- 国际残奥会官方网站（页面存档备份，存于）
- 国际轮椅橄榄球联合会（页面存档备份，存于）
- 国际轮椅与截肢者体育运动联合会